# Acantheurypon
Acantheurypon is een geslacht van sponsdieren uit de klasse van de Demospongiae (gewone sponzen).

## Soorten
- Acantheurypon pilosella (Topsent, 1904)
- Acantheurypon spinispinosum (Topsent, 1904)